# Hiệp Thạnh, Châu Thành
Hiệp Thạnh là một xã thuộc huyện Châu Thành, tỉnh Long An, Việt Nam.

## Địa lý
Xã Hiệp Thạnh nằm ở phía tây huyện Châu Thành, có vị trí địa lý:
- Phía đông giáp xã Phước Tân Hưng
- Phía tây giáp tỉnh Tiền Giang
- Phía nam giáp xã Dương Xuân Hội và thị trấn Tầm Vu
- Phía bắc giáp các xã Vĩnh Công và Phú Ngãi Trị.

Xã có diện tích 13,03 km², dân số năm 1999 là 7.335 người, mật độ dân số đạt 563 người/km².

## Hành chính
Xã Hiệp Thạnh được chia thành 7 ấp: 1, 4, 5, 6, 8, An Bình, Bình Ân.

## Lịch sử
Ngày 18 tháng 7 năm 2019, HĐND tỉnh Long An ban hành Nghị quyết số 43/NQ-HĐND về việc:
- Thành lập ấp An Bình trên cơ sở Ấp 7 và Ấp 9.
- Thành lập ấp Bình Ân trên cơ sở Ấp 2 và Ấp 3.